# Фонтана на Џенова Лејк (Висконсин)
Фонтана на Џенова Лејк (енгл. Fontana-on-Geneva Lake) град је у америчкој савезној држави Висконсин.

## Демографија
По попису из 2010. године број становника је 1.672, што је 82 (-4,7%) становника мање него 2000. године.
| Група             | 2000.         | 2010.         |
| Белци             | 1.712 (97,6%) | 1.619 (96,8%) |
| Афроамериканци    | 7 (0,4%)      | 0 (0,0%)      |
| Азијати           | 15 (0,9%)     | 12 (0,7%)     |
| Хиспаноамериканци | 19 (1,1%)     | 35 (2,1%)     |
| Укупно            | 1.754         | 1.672         |